# Отто Аддо
Отто Аддо (англ. Otto Addo, нар. 9 червня 1975, Гамбург, Німеччина) — ганський футболіст, що грав на позиції півзахисника. Після завершення ігрової кар'єри — тренер. 2022 року очолював тренерський штаб національної збірної Гани з футболу.
Виступав, зокрема, за клуб «Боруссія» (Дортмунд), а також національну збірну Гани.

## Клубна кар'єра
У дорослому футболі дебютував 1992 року виступами за команду клубу «Брамфельдер», в якій провів один сезон.
Згодом з 1993 по 1999 рік грав у складі команд клубів «93 Гамбург» та «Ганновер 96».
Своєю грою за останню команду привернув увагу представників тренерського штабу клубу «Боруссія» (Дортмунд), до складу якого приєднався 1999 року. Відіграв за дортмундський клуб наступні шість сезонів своєї ігрової кар'єри.
Протягом 2005—2007 років захищав кольори команди клубу «Майнц 05».
Завершив професійну ігрову кар'єру у клубі «Гамбург», за команду якого виступав протягом 2007—2008 років.

## Виступи за збірну
1999 року дебютував в офіційних матчах у складі національної збірної Гани. Протягом кар'єри у національній команді, яка тривала 8 років, провів у формі головної команди країни 15 матчів, забивши 2 голи.
У складі збірної був учасником Кубка африканських націй 2000 року у Гані та Нігерії, чемпіонату світу 2006 року у Німеччині.

## Кар'єра тренера
Розпочав тренерську кар'єру невдовзі по завершенні кар'єри гравця, 2009 року, увійшовши до тренерського штабу клубу «Гамбург», де пропрацював з 2009 по 2015 рік.
З 2016 до 2017 року входив до тренерського штабу клубу «Нордшелланд».